# Miroslav Baumruk
Miroslav Baumruk, né le 12 juillet 1926, à Prague, en Tchécoslovaquie, est un ancien joueur tchécoslovaque de basket-ball et de handball. Il est le frère de Jiří Baumruk.

## Palmarès

### Au basket-ball
- Finaliste du Championnat d'Europe 1951
- 9-16e place aux Jeux olympiques de 1952
- deuxième du  Championnat de Tchécoslovaquie en 1950/51, 1951, 1956

### Au handball
- Troisième du Championnat du monde 1954